# Check Your Shit In Bitch!
Check Your Shit In Bitch! – trzecia płyta amerykańskiej grupy Psychopathic Rydas wydana w 2004 roku.
Po raz pierwszy w składzie pojawili się artyści którzy w tamtym czasie wydawali w Psychopathic Records, czyli Anybody Killa oraz Esham (jako Sawed Off i Converse)

## Lista utworów
1. Intro
2. Time 2 Ride
3. 4 My Rydas
4. PimpSuit
5. Crackin'
6. Gunsmoke
7. Scrimps
8. Ride Off
9. Money Green
10. Murder Fo' Hire
11. Guilty
12. Run That
13. Last Ride

## Lista skradzionych beatów
1. Ja Rule & Bobby Brown - "Thug Lovin'"
2. MOP - "Ante Up"
3. E-40 - "Automatic"
4. Beenie Man w/ Lil' Kim - "Fresh From Yard"
5. 50 Cent - "Wanksta"
6. Kanye West w/ ScarFace - "In Cold Blood"
7. Notorious B.I.G - "Juicy"
8. Knoc-Turn'al - "Knoc"
9. LL Cool J - "Hey Lover"
10. Nelly - "Air Force Ones "
11. Scarface - "Game Over"
12. Kool Keith - "Leave Me Alone (Peanut Butter Wolf rmx)"
13. Fiend, Master P, Silkk The Shocker, Sons of Funk - "Feel My Pain"